# Thomisus krishnae
Thomisus krishnae är en spindelart som beskrevs av C. Adinarayana Reddy och Patel 1992. Thomisus krishnae ingår i släktet Thomisus och familjen krabbspindlar. Inga underarter finns listade i Catalogue of Life.